# Lago di Pietranzoni
Il lago di Pietranzoni è un lago montano d'altura situato in Abruzzo, in provincia dell'Aquila, ad un'altitudine di 1 660 m s.l.m.
Per la sua posizione panoramica nel medio altopiano di Campo Imperatore, essendo interamente circondato dalle principali vette del massiccio del Gran Sasso d'Italia, riveste una discreta importanza paesaggistica ed è anche conosciuto come lo «specchio del Gran Sasso» o «specchio d'Abruzzo». È ricompreso all'interno del territorio del parco nazionale del Gran Sasso e Monti della Laga.

## Descrizione
Il lago di Pietranzoni è un piccolo specchio d'acqua di origine glaciale situato nel territorio comunale dell'Aquila sul medio altopiano di Campo Imperatore, in un luogo caratterizzato da depositi morenici e conosciuto come piano di Pietranzoni.

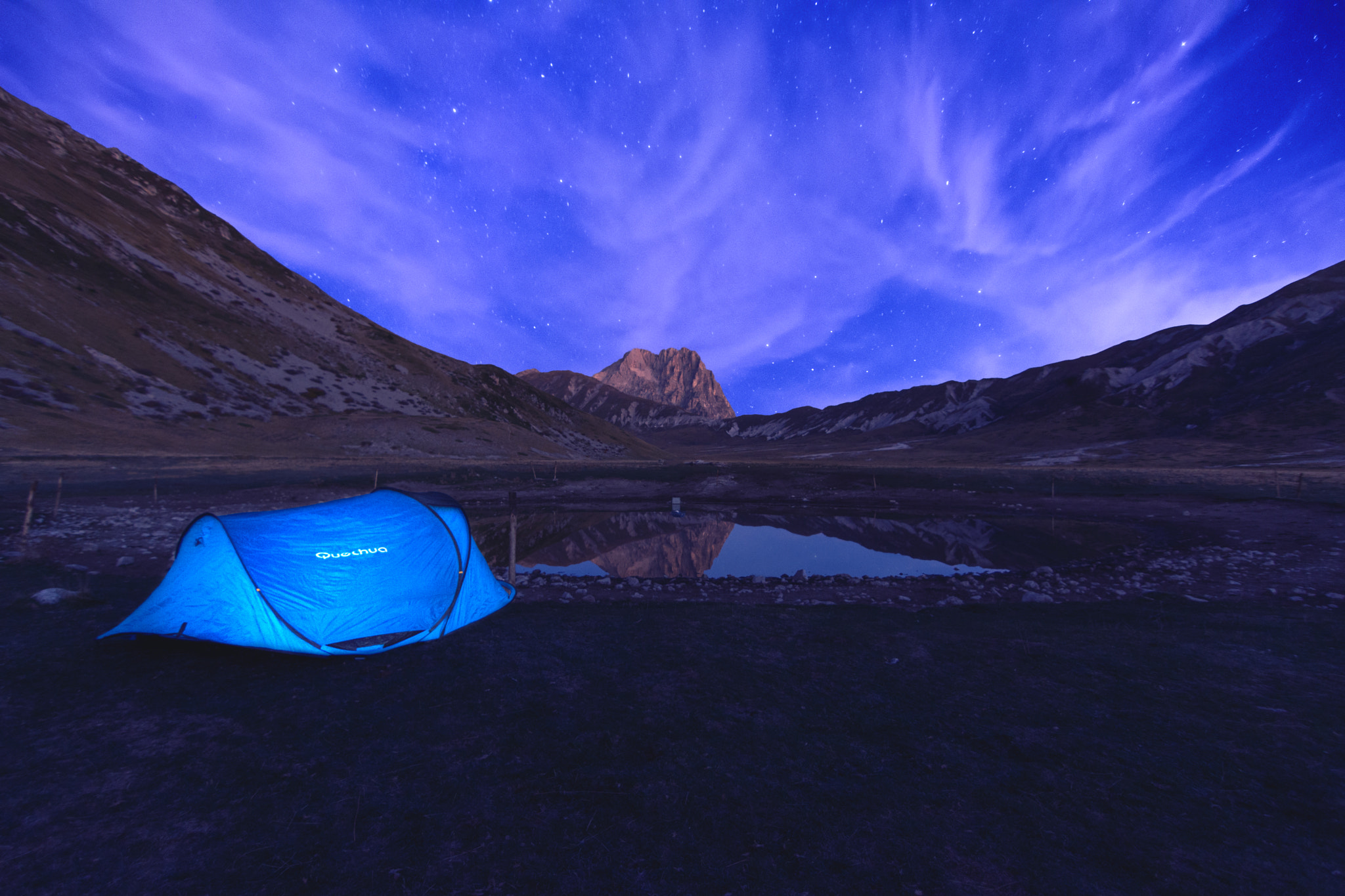
Visuale dal lago al tramonto.

È interamente circondato dal massiccio del Gran Sasso d'Italia: a nord-ovest dalla dorsale centrale con le vette principali tra Pizzo Cefalone, cresta del Monte Portella, Monte Aquila e Corno Grande, a nord-est dalla dorsale orientale c'è Monte Brancastello, Monte Prena e Monte Camicia e a sud dalle propaggini meridionali del massiccio.
Le dimensioni del lago risultano variabili, dipendendo in maniera evidente dalle precipitazioni e dallo scioglimento delle nevi. Il diametro dello specchio d'acqua è di circa 60 metri e il suo perimetro è di circa 200 metri, mentre la profondità dell'invaso è trascurabile. Il lago non ha emissari visibili, ma sul fondo sono presenti inghiottitoi che sono collegati, tramite canali carsici sotterranei, con le sorgenti del fiume Tirino e di altri torrenti locali.
Oltre che un rilevante sito panoramico, il lago di Pietranzoni è anche la base di alcuni sentieri che si sviluppano lungo l'altopiano e che ascendono le vette del Gran Sasso. Inoltre, il lago rappresenta un importante bacino d'acqua per le numerose greggi al pascolo in quest'area.

### Accessibilità
Il lago di Pietranzoni si trova in adiacenza alla strada che raggiunge l'albergo di Campo Imperatore, staccandosi dalla strada statale 17 bis. Dista circa 18 km da Santo Stefano di Sessanio, 22 km da Assergi e dall'autostrada A24 e 36 km dall'Aquila.